# Coliseo Héctor Solá Bezares
Il Coliseo Héctor Solá Bezares è il principale palazzetto dello sport della città portoricana di Caguas.
Ospita le gare interne della franchigia di pallavolo femminile delle Criollas de Caguas, impegnate nella Liga Superior. Precedentemente ospitava anche le squadre di pallavolo maschile dei Criollos de Caguas e di pallacanestro sempre denominata Criollos de Caguas, fino allo scioglimento delle due franchigie.
Nel 2005 e nel 2010 ha ospitato lo All-Star Game di pallavolo femminile.